# Останній перехід
«Останній перехід» — радянський художній фільм 1981 року, знятий режисером Амангельди Тажбаєвим на кіностудії «Казахфільм».

## Сюжет
Дія фільму відбувається у 1926 році на південних кордонах Казахстану. Пошуковому загону ОГПУ, який очолює досвідчений командир Касимов, доручається знешкодити банду басмачів, які таємно перейшли кордон. На чолі банди — затятий ворог Радянської влади Ораз Мерген, який цілком обґрунтовано розраховує на допомогу багатія Досмухамбеда.

## У ролях
- Тунгишбай Жаманкулов — Ораз Мерген
- Кененбай Кожабеков — Досмухамбет-бай
- Анвар Боранбаєв — Касимов
- Джамбул Худайбергенов — Губайдулла
- Дімаш Ахимов — Сеїт
- Байкенже Бельбаєв — Нукер
- Лев Тьомкин — Трофім Петров
- Касим Жакібаєв — Майман, провідник
- Жумабай Медетбаєв — Капан
- Жанна Керімтаєва — Токал
- Леонтій Полохов — Старший
- Юрій Карпенко — Федір Петраков
- Амангельди Тажбаєв — Серікбай
- Петро Солдатов — ветеринар
- Бауржан Каптагаєв — Карасакал
- Жексен Каїрлієв — середній син
- Даурен Медетбаєв — молодший син
- Зульфія Єралієва — Айна, дочка
- Сарсен Баймуханов — епізод
- Ш. Імашев — епізод
- Талгат Казибеков — Салім Хісамутдінов
- Євген Попов — Семенич
- Б. Сеїтов — епізод
- Уайс Султангазін — епізод
- Володимир Толоконніков — епізод
- Чапай Зулхашев — епізод
- Талас Умурзаков — епізод

## Знімальна група
- Режисер — Амангельди Тажбаєв
- Сценарист — Олжас Сулейменов
- Оператор — Абільтай Кастєєв
- Композитор — Кенес Дуйсекєєв
- Художник — Олександр Деріганов